# Fast Carrier Task Force

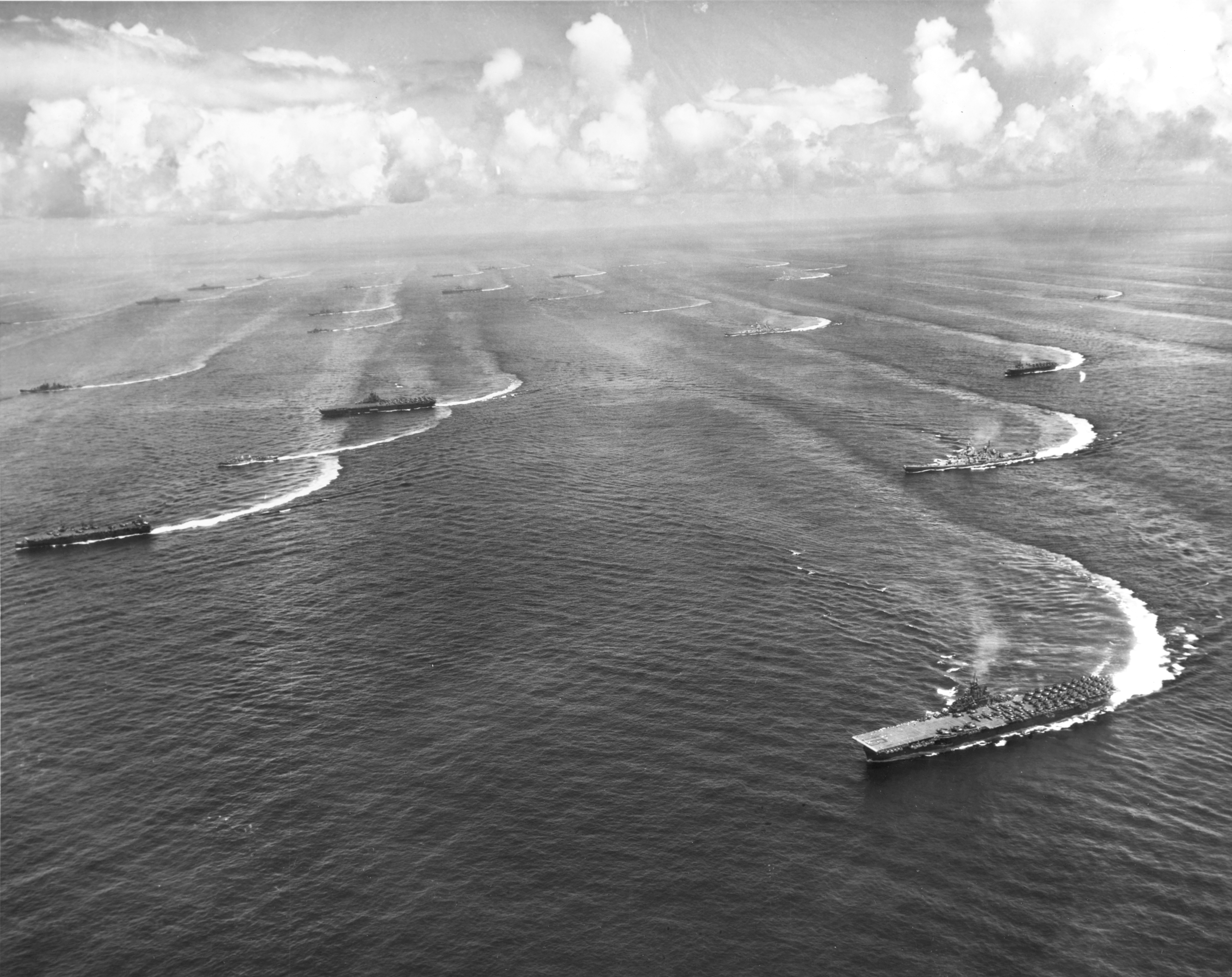
Träger der Task Force 38 vor der japanischen Küste am 17. August 1945

Die Fast Carrier Task Force (deutsch Schneller Flugzeugträgerverband) war die Hauptstreitmacht der United States Navy während der alliierten Offensive gegen Japan im Pazifikkrieg.
Die beiden Admiräle Halsey und Spruance wechselten sich in der Führung der übergeordneten Flotte ab, die dabei alternierend als 3. oder 5. US-Flotte bezeichnet wurde. Dementsprechend trug die Fast Carrier Task Force die Bezeichnung Task Force 38 oder Task Force 58.

## Geschichte

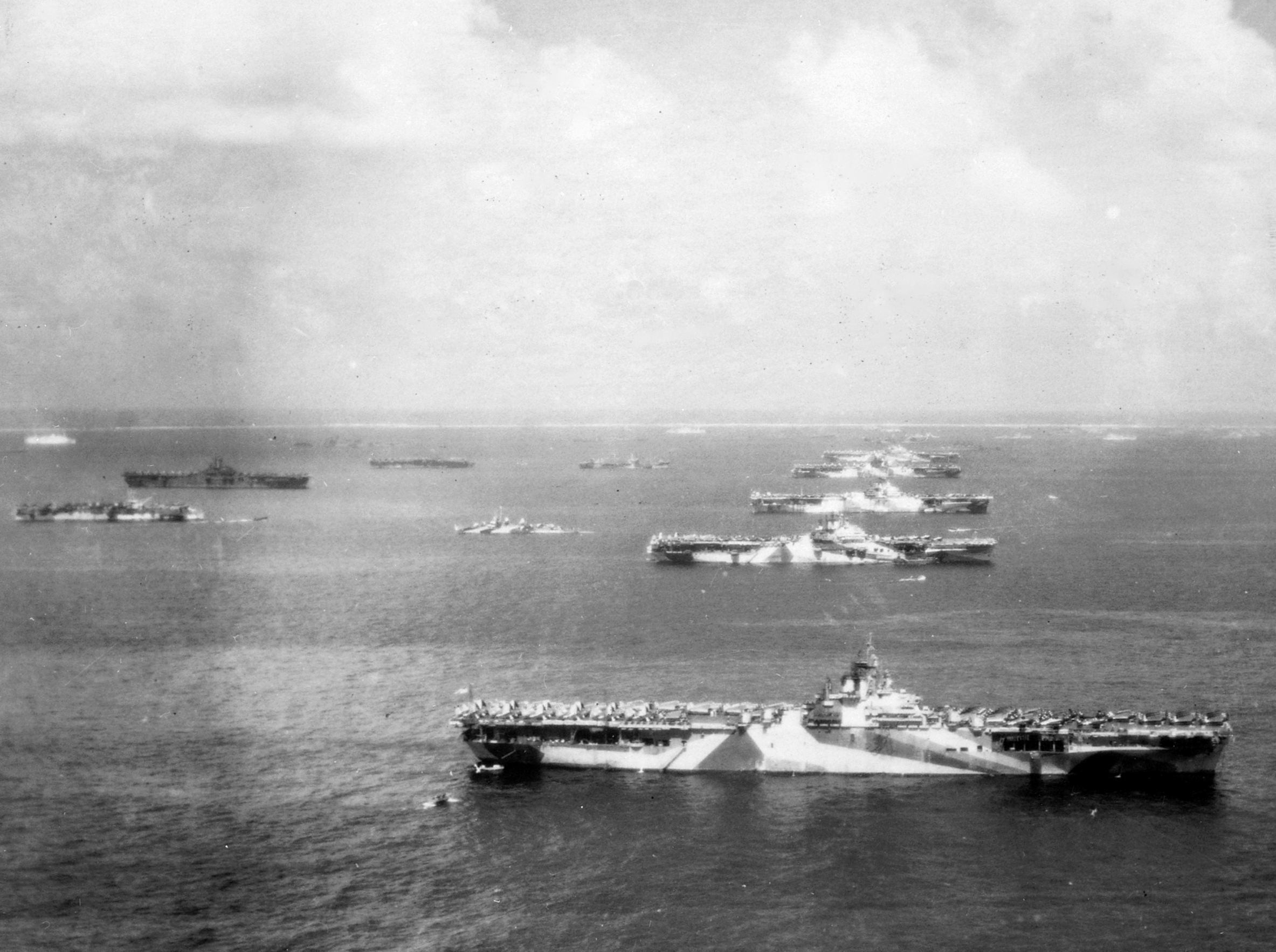
Die Flugzeugträger der TF 38 am 8. November 1944 im Ulithi-Atoll

Die TF 38 wurde im August 1943 um den Flugzeugträger Saratoga aufgebaut. Ihr Kommandeur war Konteradmiral Frederick C. Sherman.
Die TF 58 wurde am 6. Januar 1944 unter dem Kommando von Vizeadmiral Marc Andrew Mitscher aufgestellt. Die TF 38 existierte nur in ihrer Kommandostruktur weiter, um den Gegner zu verwirren und zukünftige Operationen vorzubereiten. Entsprechend wurde mit der TF 58 während Einsätzen der TF 38 bzw. der 3. US-Flotte verfahren.
Die TF 58 mit dem Flaggschiff Lexington bestand zu diesem Zeitpunkt aus weiteren fünf Flottenträgern (Kennung CV = Cruiser heavier than air), sechs leichten Flugzeugträgern der Independence-Klasse (Kennung CVL = Cruiser heavier than air Light) sowie zahlreichen Eskort- und Versorgungsschiffen.
Am 26. August 1944 wurde die Fast Carrier Task Force wieder zur TF 38 mit Vizeadmiral John S. McCain als Kommandeur. Sie bestand inzwischen aus neun Flottenträgern und acht leichten Flugzeugträgern. Dieser Verband bildete während der Rückeroberung der Philippinen im folgenden Herbst den Kern von William „Bull“ Halseys 3. US-Flotte.
Am 18. Dezember 1944 traf der Taifun Cobra die TF 38 etwa 200 Seemeilen östlich der Philippinen. Durch den Sturm kenterten drei Zerstörer, mehrere Schiffe wurden zum Teil schwer beschädigt. Insgesamt kamen 790 Seeleute ums Leben, 80 wurden verletzt.
Am 26. Januar 1945 wurde die Fast Carrier Task Force als TF 58 wieder Teil von Admiral Raymond Spruances 5. Flotte, welche die Landung auf Okinawa unterstützte. Ihre Flugzeugträger waren die ersten Opfer der japanischen Kamikaze-Angriffe. Versenken konnten die Japaner ab 1943 jedoch nur den Leichten Flugzeugträger Princeton durch eine Fliegerbombe am 24. Oktober 1944. Von den großen Flottenträgern wurden etliche beschädigt, aber keiner versenkt. Die schwersten Beschädigungen erlitten die Franklin am 19. März 1945 (724 Tote) und die Bunker Hill am 11. Mai 1945 (372 Tote).
Vom 25. Mai 1945 bis zum Kriegsende trug die Fast Carrier Task Force wieder die Bezeichnung TF 38.

## Erklärungen
1. ↑  Da die Flugzeugträger in den Anfangsjahren noch als reine Aufklärungsschiffe angesehen wurden, wurden sie von der US Navy bei den Kreuzern eingeordnet. Der Buchstabe V steht seit 1922 bei der US Navy allgemein für Luftfahrzeuge schwerer als Luft (heavier than air). Die sinngemäße Übersetzung der Kennung ist also: Flugdeckkreuzer für Starrflügelflugzeuge. Trägerschiffe für Luftschiffe trugen statt V den Buchstaben Z, wie z. B. der Luftschiff- und Ballontender Wright AZ-1.